# Liothrips oleae
Liothrips oleae es un pequeño trips que en determinados momentos puede ser una plaga en olivares, en este cultivo se le conoce normalmente en España con el nombre vulgar de arañuelo del olivo.

## Descripción
El adulto es de color negro y de entre 1,9 y 2,5 mm de longitud, las ninfas al inicio son blanquecinas y posteriormente van cambiando a anaranjado.

## Biología
Pasa el invierno en estadio de adulto, en primavera empiezan a alimentarse y aparearse, poniendo las hembras entre 80 y 100 huevos cada una. Las ninfas son móviles y se alimentan de los brotes tiernos al igual que los adultos si bien estos pueden volar y pasar de un árbol a otro.

## Daños
Son producidos por sus picaduras de alimentación y provoca que en los brotes jóvenes se den entrenudos cortos y deformaciones en las hojas que le da un aspecto muy característico.

## Control
En caso de fuertes infestaciones pueden realizarse tratamientos con productos autorizados, se recomienda hacerlo cuando está en estado de adulto activo a final de invierno y cuando las temperaturas a lo largo del día lleguen al menos a 15 °C.